# 폴 M. G. 레비

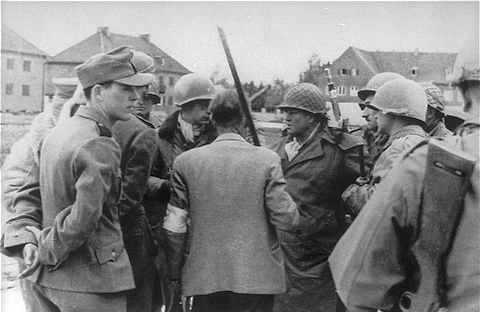
다하우 강제 수용소가 해방된 이후에 미국·독일 병사들과 협상하고 있는 폴 M. G. 레비 (가운데 왼쪽, 헬멧을 착용함)

1955년에 폴 M. G. 레비가 제작한 유럽기

폴 미셸 가브리엘 레비(프랑스어: Paul Michel Gabriel Lévy, 1910년 11월 27일 ~ 2002년 8월 16일)는 벨기에의 언론인이다. 유럽 평의회에서 정보국장으로 근무했으며 아르센 하이츠와 함께 유럽기를 공동 제작한 것으로 유명하다.

## 생애
브뤼셀에서 유대인 가문의 아들로 태어났으며 1940년 7월에 로마 가톨릭교회로 개종했다. 벨기에 국립 방송 협회(INR)에서 정보국장을 역임했으나 제2차 세계 대전 시기에 독일 군대가 벨기에를 점령한 이후에 독일의 지원을 받는 라디오 방송국과의 협력을 거부한 사실이 문제가 되어 해고되었고 독일 군대에 의해 체포되었다. 레비는 메헬런 인근에 위치한 독일의 포로 수용소인 브레인동크 요새로 보내졌다가 1941년에 석방되었다.
레비는 브뤼셀에 있던 독일 당국의 감시를 받다가 1942년 7월에 제로 네트워크를 통해 영국으로 탈출했다. 앙투안 델포스가 사령관을 맡고 있던 벨기에 레지스탕스 그룹에 합류한 이후에 런던 주재 벨기에 망명 정부에서 델포스와 함께 법무부에서 근무했고 독일 군대에 점령된 벨기에를 대상으로 하는 영국 방송 협회(BBC) 산하 프랑스어·네덜란드어 라디오 방송국에서 연설을 담당했다. 그러나 레비의 주요 업무는 벨기에 전후 문제 연구위원회에서 벨기에의 해방 이후에 라디오 방송을 계획했던 미시옹 사무아예드(Mission Samoyède)를 설립했다.
연합군의 유럽 침공 이후에 유럽 대륙으로 귀환하면서 헤닝 린든 장군과 함께 통역사, 기자로 근무했는데 그의 취재에는 다하우 강제 수용소의 해방이 포함되었다. 레비는 벨기에의 해방 이후에 사회주의 성향에도 불구하고 벨기에 민주 연합에서 활동했다. 1946년에는 브라방왈롱주 니벨에서 벨기에 민주 연합 후보로 출마하여 당선되었지만 라디오 방송국으로 돌아가기 위해 사임했다. 레비는 평화 연구를 위한 프랑스어 용어인 '이레노롤로지'(Irénologie)를 만들기도 했다. 1950년에는 유럽 평의회에서 문화국장으로 임명되었다.

## 유럽기
레비는 자신이 속한 부서에 넘쳐나던 디자인들 가운데 아르센 하이츠가 제안한 원을 형성한 별들의 정확한 디자인을 제작했다. 1998년에 《디 벨트》에 게재된 일화에 따르면 레비는 별들의 후광이 있는 성모 마리아 동상을 지나쳤고 태양을 반사하는 별들이 하늘의 푸른 빛을 비추는 방식에 맞았다고 한다.
레비는 당시 유럽 평의회 사무총장이었던 레옹 마르샬을 방문하여 파란색 바탕에 12개의 금색 별이 그려진 디자인을 유럽기에 사용하자고 제안했다. 반면 2004년에 《이코노미스트》가 보도한 기사에 따르면 하이츠가 요한의 묵시록 12:1에서 영감을 받았다고 주장하는 문장을 인용했다. 레비는 요한의 묵시록이 선택된 이후에야 계시록과의 연관성을 알게 되었다고 말했다.

## 수훈
- 남작 작위 (2000년에 벨기에의 알베르 2세 국왕이 작위를 만듬)
- 벨기에 레오폴 장교 훈장
- 벨기에 왕관 장교 훈장
- 벨기에 레오폴 2세 장교 훈장
- 성 실베스테르 교황 기사단 훈장 사령관 훈장